# 마르클란드
마르클란드(고대 노르드어: Markland)는 기원후 1000년경 레이프 에이릭손 등의 노르드인 탐험가들이 북아메리카 북대서양 해안에서 발견한 세 땅 중 하나이다. 나머지 두 땅은 마르클란드 북쪽의 헬룰란드와 마르클란드 남쪽의 빈란드이다.
빈란드와 달리 노르드인들이 이곳에 정착지를 세웠다는 기록은 없으나, 그린란드 정착민들이 목재를 벌목하기 위해 마르클란드로 항해를 나가는 일이 많았을 것으로 생각된다. 1347년 작성된 아이슬란드어 문헌에는 배 한 척이 마르클란드에 갔다가 돌아오는 길에 항로를 벗어나 아이슬란드까지 떠밀려갔다는 기록이 있다. 그러나 마르클란드의 위치가 정확히 어디인지는 명시되지 않았다.
"마르클란드"는 "숲의 땅"이라는 뜻으로, 나무가 매우 풍부했던 것으로 보인다. 《그린란드 사람들의 사가》에 보면 뱌르니 헤룔프손이 북미의 땅을 목격한 뒤 레이프 등이 탐사를 나갔다가 처음으로 발견한 곳이 오늘날의 배핀섬인 헬룰란드이고, 두 번째로 발견한 곳이 마르클란드이다. 레이프 등은 마르클란드에서 나무를 벌목해 그린란드로 가져갔다. 당시 그린란드에는 숲이라고는 작은 숲 하나밖에 없었기 때문에 목재 수급에 어려움이 있던 상황이었다. 이후 1010년경 토르핀 카를세프니가 이끄는 160명의 남녀가 마르클란드에서 겨울을 보냈는데, 이들이 더욱 남진하여 오늘날의 뉴펀들랜드섬인 빈란드에 정착하게 된다.
마르클란드의 위치는 오늘날 캐나다의 래브라도 만 북부로 생각된다. 이 지역은 타이가 기후로 침엽수가 매우 우거져 있다. 그러나 노르드인들이 북아메리카를 탐험했을 당시는 지금과 기후가 매우 상이했기 때문에 정확히 래브란도 해안 어디쯤인지를 비정하는 것은 어렵다.

## 같이 보기
- 바이킹